# Istituti monastici femminili di diritto pontificio
Gli istituti monastici femminili di diritto pontificio sono ordini o istituti religiosi approvati dalla Santa Sede e soggetti in modo immediato ed esclusivo alla sua potestà in quanto al regime interno e alla disciplina. 
A differenza delle congregazioni centralizzate, gli istituti di tipo monastico sono caratterizzati dall'autonomia delle singole case, ciascuna con proprio noviziato. Per gli istituti interamente dediti alla contemplazione, nei monasteri vige la cosiddetta clausura papale; per quelli dediti anche a qualche opera esterna e diretta di apostolato, nei monasteri vige una forma di clausura determinata dalle costituzioni secondo l'indole dell'istituto.
Le religiose appartenenti a tali istituti sono dette monache: il codice di diritto canonico piano-benedettino del 1917 definiva monache solo le religiose di voti solenni; il codice promulgato da papa Giovanni Paolo II nel 1983 non ha più una definizione precisa di monaca.

## Istituti attivi
Gli ordini e gli altri istituti religiosi femminili con case autonome presentati nell'ordine alfabetico con cui sono elencati nell'Annuario pontificio per l'anno 2017:
- Adoratrici del Preziosissimo Sangue
- Agostiniane
- Agostiniane recollette
- Agostiniane scalze
- Annunziate
- Annunziate turchine
- Battistine
- Benedettine
- Benedettine dell'adorazione perpetua del Santissimo Sacramento
- Benedettine camaldolesi
- Benedettine celestine
- Benedettine della Congregazione dell'Immacolata Concezione
- Benedettine della Congregazione di San Benedetto
- Benedettine della Federazione di Santa Gertrude
- Benedettine della Federazione di Santa Scolastica
- Benedettine di Nostra Signora del Calvario
- Benedettine olivetane
- Benedettine olivetane di Schotenhof
- Benedettine della Regina degli Apostoli
- Benedettine vallombrosane
- Brigidine del Santissimo Salvatore
- Canonichesse regolari lateranensi
- Canonichesse regolari ospedaliere della misericordia di Gesù (federazione canadese)
- Canonichesse regolari ospedaliere della misericordia di Gesù (federazione francese)
- Canonichesse regolari di Sant'Agostino
- Canonichesse regolari di Sant'Agostino della Congregazione di Windesheim
- Canonichesse regolari di San Lorenzo Giustiniani
- Canonichesse regolari del Santo Sepolcro di Gerusalemme
- Carmelitane
- Carmelitane scalze (costituzioni del 1990)
- Carmelitane scalze (costituzioni del 1991)
- Certosine
- Cistercensi
- Cistercensi bernardine d'Esquermes
- Cistercensi della Congregazione di San Bernardo
- Cistercensi della stretta osservanza
- Clarisse
- Clarisse cappuccine
- Clarisse cappuccine sacramentarie
- Clarisse colettine
- Clarisse sacramentarie
- Clarisse urbaniste
- Commendatrici
- Concezioniste francescane
- Domenicane
- Domenicane del Rosario perpetuo
- Gerolamine
- Mercedarie
- Mercedarie scalze
- Minime
- Monache maronite
- Monache romite dell'Ordine di Sant'Ambrogio ad Nemus
- Oasiste
- Ordine della Dormizione della Beata Vergine Maria
- Ordine di Nostra Signora della Carità
- Ordine di San Giovanni di Gerusalemme o di Malta
- Ordine del Santissimo Sacramento e di Nostra Signora
- Orsoline
- Passioniste
- Premostratensi
- Redentoriste
- Romite ambrosiane dell'Ordine di Sant'Ambrogio ad Nemus
- Sacramentine
- Serve di Maria
- Terziarie francescane elisabettine
- Terziarie regolari francescane
- Trinitarie
- Ordine del Verbo Incarnato e del Santissimo Sacramento
- Visitandine

## Istituti scomparsi
Gli ordini estinti, soppressi e scomparsi nel corso dei secoli:
- Annunziate di Lombardia
- Cesarine
- Cluniacensi
- Clarisse scalze
- Florensi
- Fogliantine
- Gesuate
- Gilbertine
- Ordine di Santa Maria Maddalena[4]
- Paracleto
- Penitenti recollettine di San Francesco[4]
- Suore della Presentazione[4]
- Romite teatine dell'Immacolata Concezione
- Santucce
- Silvestrine
- Umiliate